# Abu Dhabi Tour 2015
Die 1. Abu Dhabi Tour 2015 war ein Straßenradrennen in den Vereinigten Arabischen Emiraten. Das Etappenrennen fand vom 8. bis zum 11. Oktober 2015 statt. Es gehörte zur UCI Asia Tour 2015 und war dort in der Kategorie 2.1 eingestuft.

## Teilnehmende Mannschaften
| WorldTeams (10)- BMC Racing Team - Etixx-Quick Step - Tinkoff-Saxo - Giant-Alpecin - Orica-GreenEDGE - Sky - Astana - Movistar Team - Katusha - Lampre-Merida Professional Continental Teams (5)- Drapac - Colombia - Bora-Argon 18 - MTN-Qhubeka - UnitedHealthcare Continental Teams (2)- Wiggins - Skydive Dubai-Al Ahli Club Nationalmannschaft- Vereinigte Arabische Emirate |
| |

## Etappen
| Etappe | Tag         | Start – Ziel                            | Typ         | km    | Etappensieger   | Gesamtwertung   |
| ------ | ----------- | --------------------------------------- | ----------- | ----- | --------------- | --------------- |
| 1.     | 8. Oktober  | Qasr Al Sarab > Madinat Zayed           | Flachetappe | 175,0 | Andrea Guardini | Andrea Guardini |
| 2.     | 9. Oktober  | Abu Dhabi > Abu Dhabi                   | Flachetappe | 130,0 | Elia Viviani    | Elia Viviani    |
| 3.     | 10. Oktober | Al-Ain > Dschabal Hafit                 | Bergetappe  | 140,0 | Esteban Chaves  | Esteban Chaves  |
| 4.     | 11. Oktober | Yas Marina Circuit > Yas Marina Circuit | Flachetappe | 125,5 | Elia Viviani    | Esteban Chaves  |

## Wertungstrikots
| Etappe         | Etappensieger   | Gesamtwertung   | Punktewertung      | Nachwuchswertung | Sprintwertung      |
| -------------- | --------------- | --------------- | ------------------ | ---------------- | ------------------ |
| 1              | Andrea Guardini | Andrea Guardini | Andrea Guardini    | Songezo Jim      | Paul Voß           |
| 2              | Elia Viviani    | Elia Viviani    | Elia Viviani       | Peter Sagan      | Alessandro Bazzana |
| 3              | Esteban Chaves  | Esteban Chaves  | Alessandro Bazzana | Esteban Chaves   | Alessandro Bazzana |
| 4              | Elia Viviani    | Esteban Chaves  | Elia Viviani       | Esteban Chaves   | Alessandro Bazzana |
| Wertungssieger | Wertungssieger  | Esteban Chaves  | Elia Viviani       | Esteban Chaves   | Alessandro Bazzana |